# Giuseppe Amantea
Giuseppe Amantea (Grimaldi, 24 marzo 1885 – Roma, 6 settembre 1966) è stato un medico e fisiologo italiano.

## Biografia

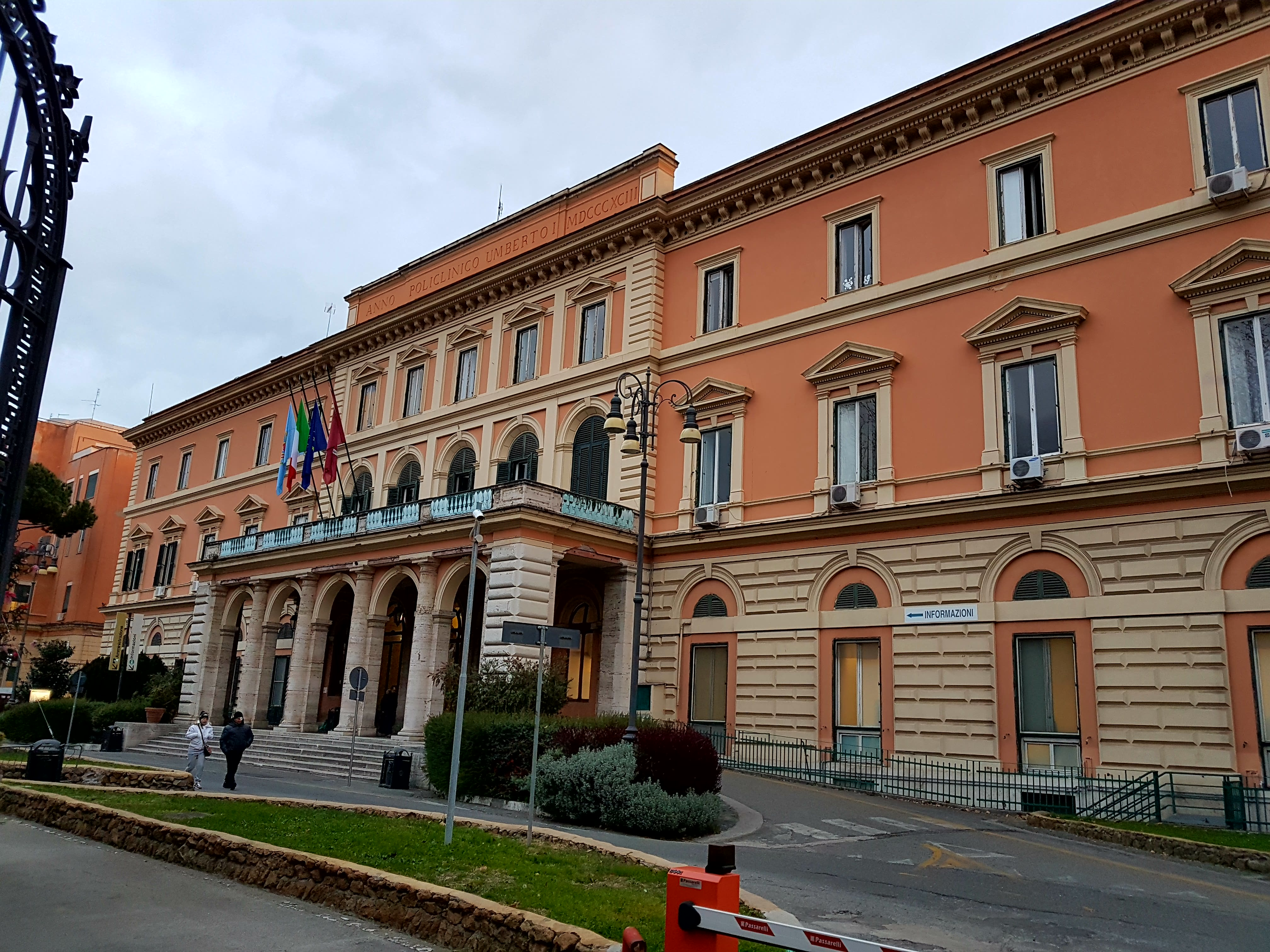
Policlinico Umberto I

Nacque il 24 Marzo 1885 a Grimaldi (CS) da Francesco Saverio e Maria Nigro. Frequentò il Liceo Classico “Bernardino Telesio” e dopo aver completato gli studi si trasferì a Roma insieme alla famiglia iscrivendosi alla Facoltà di Medicina e Chirurgia presso l’Università “La Sapienza” di Roma. Nel luglio del 1910 conseguì la laurea con il massimo dei voti discutendo una tesi sperimentale di fisiologia grazie alla quale ottenne l'assegnazione del premio Girolami.

### Carriera

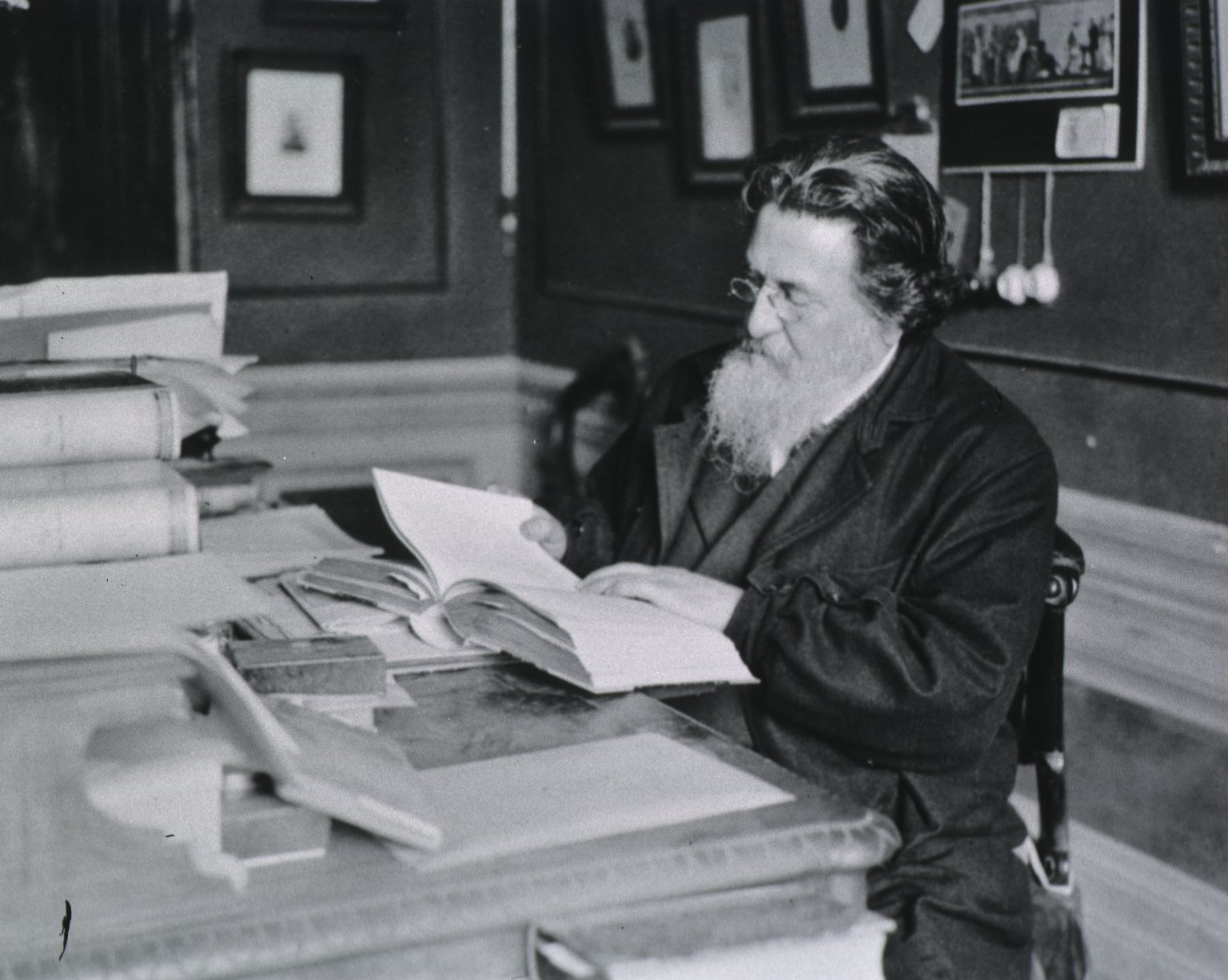
Luigi Luciani, mentore di Giuseppe Amantea

Dopo la laurea divenne assistente nell'Istituto di Fisiologia Umana, allora diretto da Luigi Luciani, Senatore del Regno d’Italia. Durante la Prima Guerra Mondiale lavorò come medico nel XIII Corpo d’Armata sia occupandosi dei servizi sanitari sul Carso e istruendo gli ufficiali medici. Per le sue attività si guadagnò un encomio solenne e fu insignito della croce di guerra. Nel 1925, dopo essere diventato professore di ruolo, ottenne la cattedra di fisiologia sperimentale dell'Università di Messina dove rimase fino al 1930, per poi, nello stesso anno, trasferirsi di nuovo a Roma. Qui tenne dapprima la cattedra di Chimica Biologica dal 1931 al 1949 e, successivamente, la cattedra di Fisiologia Umana fino al 1955. Grazie ai suoi successi in ambito scientifico fu chiamato a far parte, come socio ordinario, dell'Accademia nazionale dei Lincei, dell'Accademia dei XL e di numerose altre accademie nazionali e straniere. Fu fregiato della medaglia d'oro al merito della scuola dal ministero della Pubblica Istruzione e, per lo stesso merito, dalla Accademia dei XL, e dalla Fondazione Santorio Santoro.

### Ultimi anni

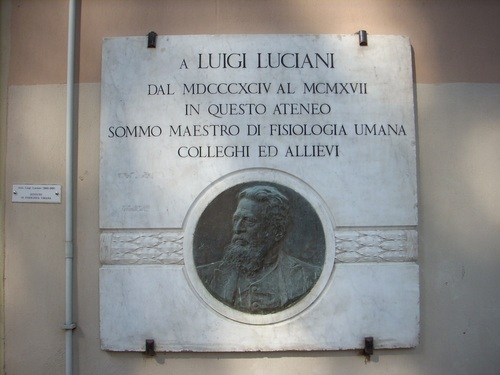
Targa in onore di Luigi Luciani

Nel 1955, raggiunti i limiti di età, fu nominato professore emerito della Facoltà medica di Roma. Ritiratosi dall'insegnamento attivo, continuò a frequentare assiduamente il laboratorio di fisiologia romano fino agli ultimi anni di vita. Si spense a Roma il 6 settembre 1966. Pur non inattesa la sua scomparsa destò commozione, specialmente tra i suoi numerosi allievi. Una piazza del centro storico della città di Grimaldi è stata intitolata a suo nome.

## Attività scientifica
Nei primi anni di permanenza a Roma trovò l'ambiente scientifico più adatto per sviluppare le proprie doti di ricercatore e si fece notare molto presto per le sue innovative ricerche personali. Nello stesso periodo ebbe modo anche di frequentare il laboratorio di Chimica Fisiologica, diretto da Domenico Lo Monaco. La vicinanza con i suoi maestri, Luigi Luciani e Silvestro Baglioni, fu fondamentale nella scelta dei suoi ambiti di ricerca rivolti soprattutto alla neurofisiologia ed in particolare alle funzioni del sistema nervoso.

### L’epilessia sperimentale
Giuseppe Amantea contribuì particolarmente nel campo dell’epilessia sperimentale: dimostrò per la prima volta la possibilità di indurre nell'animale accessi convulsivi combinando il metodo della stimolazione chimica della corteccia cerebrale con la stimolazione sensitiva specifica. Questo tipo di epilessia sperimentale è noto ancor oggi come epilessia sperimentale riflessa o epilessia di Amantea. Queste ricerche, hanno fornito le basi fisiologiche per comprendere i meccanismi di alcune forme di epilessia umana. Altro merito in tema di epilessia fu l'aver notato che, mantenendo costanti gli altri parametri sperimentali, non in tutti gli animali sottoposti a sperimentazione era possibile indurre attacchi di epilessia. Egli intuì che fosse indispensabile per lo scatenamento dell'attacco epilettico anche una predisposizione costituzionale individuale dell'animale. Nell'epilessia riflessa di Amantea, gli stimoli cutanei possono scatenare convulsioni dato che le aree sensitivo-motorie della corteccia cerebrale si trovano in uno stato di ipereccitabilità, questo stato si può ricreare in laboratorio mediante l'applicazione topica di stricnina sulla corteccia cerebrale del cane. Applicando sulla corteccia motrice dischi di carta imbevuti con una soluzione di sale di stricnina all'1%  osservarono che il trattamento topico con stricnina provocava convulsioni costituite da contrazioni ripetitive a carico dei muscoli del lato opposto all'area trattata con stricnina. Si capì che la manifestazione motoria era sempre preceduta da iperestesia (sensibilità elevata agli stimoli) delle regioni cutanee vicine ai muscoli colpiti dall'evento epilettiforme e che la stricnina sembrava agire in modo selettivo anche sui centri sensitivi del nevrasse. L'evento epilettiforme poteva invece essere scatenato per stimolazione meccanica della cute corrispondente all'area corticale trattata con la sostanza convulsivante. L'evento si manifestava iniziando dai gruppi muscolari nelle vicinanze della regione cutanea stimolata e sfociava alla fine in una crisi epilettiforme generalizzata. Dopo il suo scatenamento, la crisi convulsiva poteva continuare per un certo periodo di tempo dopo la sospensione della stimolazione cutanea.

### Ulteriori studi
Egli si interessò anche alla fisiologia della nutrizione iniziando lo studio dei fattori vitaminici, in particolare delle vitamine B, C ed E, e delle relative carenze. Studiò le problematiche legate all’iponutrizione, al digiuno e alla rialimentazione. Analizzò il valore nutritivo dei cereali e dei legumi nella alimentazione umana e formulò il concetto di quoziente beri-berico che esprime il fabbisogno di vitamina B, in relazione al tasso del metabolismo glicidico. Infine ipotizzò il concetto di "fame specifica", supponendo l'esistenza di meccanismi nervosi centrali capaci di promuovere un comportamento alimentare dell'animale orientato verso la preferenza e la ricerca di specifici alimenti di cui l'organismo ha necessità.
Alla fisiologia della riproduzione il Prof. Amantea studiò i processi della spermatogenesi, la funzione della prostata e delle vescichette seminali, identificando per queste ultime una funzione secretoria e non di semplice serbatoio di spermatozoi. Mise inoltre a punto tecniche per la raccolta dello sperma, ideando la prima vagina artificiale, che ebbe positive ripercussioni in campo zootecnico per i procedimenti di fecondazione artificiale.

## Scritti principali
- A proposito dell'azione del curaro applicato direttamente sui centri nervosi: Risposta al prof. G. Pagano, Firenze, Tipografia Galileiana, 1912.
- La raccolta dello sperma del cane. Prime osservazioni sulla secrezione spermatica normale del cane, in Ricerche sulla secrezione spermatica, Roma, Accademia dei Lincei, 1914.
- Sulla capacità della fibrina e dell'elastina di fissare l'erepsina, Siena, 1912.
- La prostata e la raccolta del secreto prostatico del cane, in Ricerche sulla secrezione spermatica, Roma, Accademia dei Lincei, 1914.
- Su un nuovo metodo di cura delle lesioni da solfuro di etile biclorurato (yprite), Roma, Voghera, 1918.
- Sul Rapporto fra centri corticali de giro sigmoideo e sensibilità cutanea nel cane, Roma, Accademia Dei Lincei, 1915.
- Un estesiometro semplice e pratico, Bologna, Stabilimenti Poligrafici Riuniti, 1916.
- Sul valore nutritivo del cosiddetto grano cintato o bianconato, Bologna, Anonima Arti Grafiche, 1942.
- Fisiologia e fisiopatologia della lattazione, Roma, Il Pensiero Scientifico, 1950.